# Rame Head (udde i Australien, Victoria)
Rame Head är en udde i Australien. Den ligger i delstaten Victoria, omkring 400 kilometer öster om delstatshuvudstaden Melbourne.
Trakten är glest befolkad. Det finns inga samhällen i närheten.